# Todiramphus tutus
Todiramphus tutus, conhecida como martim-caçador-respeitado ,  é uma espécie de ave da família Alcedinidae.
Pode ser encontrada nos seguintes países: the Ilhas Cook e Polinésia Francesa.
Os seus habitats naturais são: florestas subtropicais ou tropicais húmidas de baixa altitude e regiões subtropicais ou tropicais húmidas de alta altitude.